# Mohamad Ahmed Isam
Mohamad Ahmed Isam es un deportista sudanés que compitió en atletismo adaptado. Ganó una medalla de oro en los Juegos Paralímpicos de Arnhem 1980 en la prueba de lanzamiento de peso (clase 1B).

## Palmarés internacional
| Juegos Paralímpicos | Juegos Paralímpicos   | Juegos Paralímpicos | Juegos Paralímpicos |
| Año                 | Lugar                 | Medalla             | Prueba              |
| ------------------- | --------------------- | ------------------- | ------------------- |
| 1980                | Arnhem (Países Bajos) | Medalla de oro      | Peso 1B             |